# Бортнево (Пушкинский район)
Бортнево — деревня в Пушкинском районе Московской области России, входит в состав городского поселения Софрино. Население — 26 чел. (2010).

## География
Расположена на севере Московской области, в северо-западной части Пушкинского района, примерно в 16 км к северу от центра города Пушкино и 30 км от Московской кольцевой автодороги, между реками Вязью и Ольшанкой бассейна Клязьмы. В деревне 2 улицы — Овражная и Полевая, приписано 2 садоводческих товарищества.
В 8 км к востоку — линия Ярославского направления Московской железной дороги, в 11 км к востоку — М8 Ярославское шоссе, в 1 км к югу — А107 Московское малое кольцо. Ближайшие населённые пункты — деревни Алёшино, Митрополье и Нововоронино, ближайшие железнодорожные станции — Софрино и платформа 43 км.

## Население
| 1859 | 1890 | 1899 | 1926 | 2002 | 2006 | 2010 |
| ---- | ---- | ---- | ---- | ---- | ---- | ---- |
| 128  | ↗138 | ↗145 | ↗262 | ↘15  | ↗16  | ↗26  |

## История
В «Списке населённых мест» 1862 года — владельческое сельцо 1-го стана Дмитровского уезда Московской губернии по правую сторону Московско-Ярославского шоссе (из Ярославля в Москву), в 30 верстах от уездного города и 25 верстах от становой квартиры, при прудах и колодцах, с 19 дворами и 128 жителями (65 мужчин, 63 женщины).
По данным на 1899 год — деревня Богословской волости Дмитровского уезда с 145 жителями.
В 1913 году — 32 двора.
По материалам Всесоюзной переписи населения 1926 года — деревня Митропольского сельсовета Софринской волости Сергиевского уезда Московской губернии в 10,7 км от Ярославского шоссе и 9,6 км от станции Софрино Северной железной дороги, проживало 262 жителя (118 мужчин, 144 женщины), насчитывалось 48 хозяйств, из которых 47 крестьянских.
С 1929 года — населённый пункт в составе Пушкинского района Московского округа Московской области. Постановлением ЦИК и СНК от 23 июля 1930 года округа как административно-территориальные единицы были ликвидированы.
Административная принадлежность
1929—1930, 1939—1952 гг. — деревня Алёшинского сельсовета Пушкинского района.
1930—1939 гг. — деревня Бортневского сельсовета Пушкинского района.
1952—1954, 1962—1963, 1965—1994 гг. — деревня Майского сельсовета Пушкинского района.
1954—1957 гг. — деревня Первомайского сельсовета Пушкинского района.
1957—1960 гг. — деревня Первомайского сельсовета Мытищинского района.
1960—1962 гг. — деревня Первомайского сельсовета Калининградского района.
1963—1965 гг. — деревня Майского сельсовета Мытищинского укрупнённого сельского района.
1994—2006 гг. — деревня Майского сельского округа Пушкинского района.
С 2006 года — деревня городского поселения Софрино Пушкинского муниципального района Московской области.